# Río Guatulame
El río Guatulame es el emisario que desagua el embalse Cogotí y lleva sus aguas en dirección norte hasta Puntilla de Huana que es comienzo del embalse La Paloma donde se unen a las del río Grande (Limarí).

## Trayecto
El río Guatulame es llamado el tramo entre ambos embalses, pero en algunas publicaciones se llama a ese tramo "río Cogotí". Así ocurre por ejemplo en la publicación de la Dirección General de Aguas "Evaluación de los recursos hídricos subterráneos de la cuenca del río Limarí." En la figura 2, página 3 (red de drenaje), aparece como "río Guatulame", pero en la figura 3, página 10 (Mapa de Isoyetas) es rotulado como "río Cogotí". 
Hans Niemeyer da la longitud del Guatulame "Tomado desde el nacimiento del Cogotí, el desarrollo total del río Guatulame hasta Huana asciende a unos 90 km", como si ambos ríos fuesen uno.: 279 
Francisco Solano Asta-Buruaga y Cienfuegos, por el contrario lo unifica con el "río Combarbalá": "El mismo de Combarbalá que, al acercarse á la aldea de su nombre, toma éste ...".
Aquí usamos el nombre río Guatulame para el que se forma de la reunión poco aguas abajo de Combarbalá de tres ríos principales: el Cogotí que es el de mayor aporte por ser el más oriental y cordillerano con mayores precipitaciones nivales, y los ríos Combarbalá y Pama. Aguas arriba los ríos se llaman Combarbalá, Pama y Cogotí, respectivamente.

## Caudal y régimen
El escurrimiento de Guatulame está controlado por el embalse Cogotí, que con 150 millones m³ de capacidad da cierta continuidad a su flujo.: 1  Sin embargo, se puede apreciar un régimen mixto en la parte baja del río Guatulame.: 20 

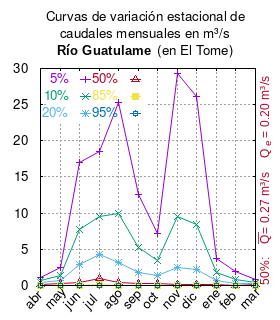
Curvas de variación estacional del río Guatulame en El Tome.

El caudal del río (en un lugar fijo) varía en el tiempo, por lo que existen varias formas de representarlo. Una de ellas son las curvas de variación estacional que, tras largos periodos de mediciones, predicen estadísticamente el caudal mínimo que lleva el río con una probabilidad dada, llamada probabilidad de excedencia. La curva de color rojo ocre (con {\displaystyle {\color {Red}\vartriangle }}) muestra los caudales mensuales con probabilidad de excedencia de un 50%. Esto quiere decir que ese mes se han medido igual cantidad de caudales mayores que caudales menores a esa cantidad. Eso es la mediana (estadística), que se denota Qe, de la serie de caudales de ese mes. La media (estadística) es el promedio matemático de los caudales de ese mes y se denota {\displaystyle {\overline {Q}}}. 
Una vez calculados para cada mes, ambos valores son calculados para todo el año y pueden ser leídos en la columna vertical al lado derecho del diagrama. El significado de la probabilidad de excedencia del 5% es que, estadísticamente, el caudal es mayor solo una vez cada 20 años, el de 10% una vez cada 10 años, el de 20% una vez cada 5 años, el de 85% quince veces cada 16 años y la de 95% diecisiete veces cada 18 años. Dicho de otra forma, el 5% es el caudal de años extremadamente lluviosos, el 95% es el caudal de años extremadamente secos. De la estación de las crecidas puede deducirse si el caudal depende de las lluvias (mayo-julio) o del derretimiento de las nieves (septiembre-enero).

## Historia
Francisco Astaburuaga escribió en 1899 en su obra póstuma Diccionario geográfico de la República de Chile sobre el río:
Guatulame (Río de).-—El mismo de Combarbalá que, al acercarse á la aldea de su nombre, toma éste, y signe comunmente con él hasta juntarse con Río Grande cerca de la aldea de Palqui, y más al N. el de Sotaquí, y va á reunirse con el Guamalata en la inmediación oriental de la ciudad de Ovalle. En toda esta extensión corre entre riberas de cultivados terrenos.